# Locmiquélic
Locmiquélic é uma comuna francesa na região administrativa da Bretanha, no departamento Morbihan. Estende-se por uma área de 3,58 km². Em 2010 a comuna tinha 4 133 habitantes (densidade: 1 154,5 hab./km²).144 hab/km².